# Руїни Каса-Гранде

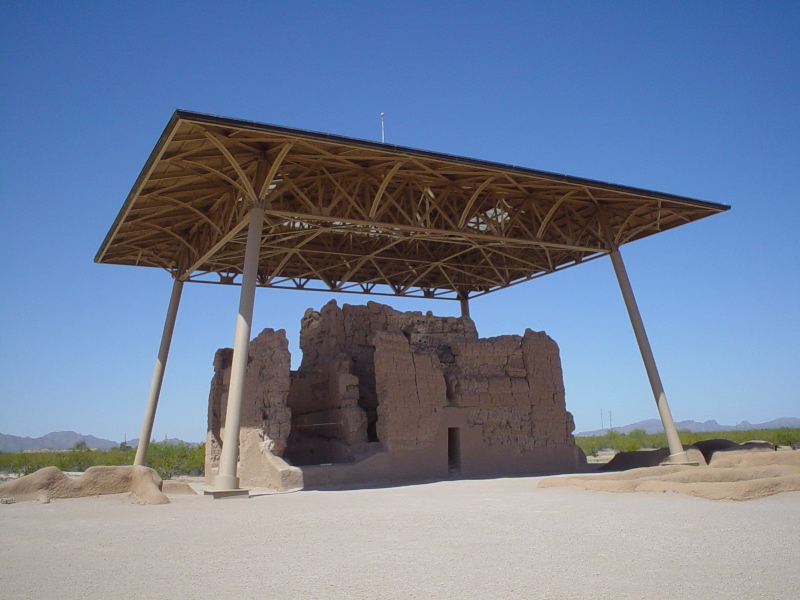
Руїни Каса-Гранде із захисним куполом

Національний монумент Каса-Гранде в м. Кулідж, штат Аризона, безпосередньо на північний схід від міста Каса-Гранде — археологічний пам'ятник із спорудами індіанської культури Хохокам, що мешкала в долині річки Квола на початку ХІІІ ст. Поселення з кількох будівель було обнесене захисною стіною. Найбільша із споруд була 4-поверховою. Поселення було покинуте в середині XV століття. Споруду побудовано з чилійської селітри і тому змогло витримати природну дію в течію близько 7 століть. На стінах збереглися граффіті вандалів XIX століття. У іншому, завдяки зусиллям адміністрації пам'ятника зовнішній вигляд руїн практично не змінився з 1940-х років.
Пам'ятник включено до Національного реєстру історичних місць США 15 жовтня 1966 року.
В період 1937—1940 рр. Цивільний корпус охорони довкілля США побудував кілька глинобитних споруд, в яких розмістилася адміністрація Національного пам'ятника. Ці будівлі, споруджені за традиційною будівельною методикою пуебло, використовуються до теперішнього часу і внесені до Національного реєстру історичних місць.
У 1932 р. над руїнами споруджений дах для захисту їх від негоди. На початку XXI століття під дахом оселилася пара пугачів віргінських.